# お笑い他流試合
『お笑い他流試合』（おわらいたりゅうじあい）は、1975年4月3日から同年9月25日までNET系列局（一部を除く）で放送されていたNETテレビ（現・テレビ朝日）製作のバラエティ番組である。ロート製薬の一社提供。放送時間は毎週木曜 19:30 - 20:00 （日本標準時）。

## 概要
ネットチェンジによって系列局になった朝日放送運営のABCラジオで放送されていたラジオ番組『ロート東西お笑い他流試合』（ニッポン放送との共同製作）をテレビ向けにアレンジした番組。
出演芸能人たちが男女2チームに分かれ、言葉に関する問答をしていた。同時期にTBS系列で放送されていた同じくロート製薬提供の『お笑い頭の体操』と進行形式が似ているが、男女対抗形式なのが同番組との相違点である。
番組の終了後、ロート製薬は引き続き『木曜スター対抗戦』のスポンサーも務めた。
1975年のネットチェンジは、在阪局の毎日放送と朝日放送の系列関係を現在のTBSテレビとテレビ朝日（当時NETテレビ）とで入れ替えたものであり、TBSテレビとNETテレビとの間で、基本的に入れ替わる形で在阪局制作の番組が組まれた。
この時間帯の前番組は毎日放送制作の『野生の王国』だったが、同番組はTBSテレビの毎週金曜19:30枠に移った。
TBSでの同時間帯は、それまで朝日放送制作の『霊感ヤマカン第六感』を放送していたが、同番組は朝日放送では毎週水曜の19:00枠に移し、同時に関西ローカル番組となったことから、一部地域では個別の番組販売扱いで放送を継続したが、関東地区では視聴出来なかった。その後、同年10月にNETテレビでの放送が開始され、関東地区での放送が復活した。その後、NETテレビでは、放送日時を変えながら1978年4月に水曜19:00に固定化した。
ロート製薬の一社提供枠はNETテレビでは毎日放送制作の『アップダウンクイズ』のみで自社制作番組がなく朝日放送でもTBSテレビ制作の『お笑い頭の体操』のみで自社制作番組はなかった。このことからNETテレビ制作では初のロート製薬一社提供のこの番組が生まれ、番組フォーマットをNETに提供した朝日放送でも引き続きロート製薬提供番組として放送することが出来た。
しかし『木曜スペシャル』、『木曜ナイター』（いずれも日本テレビ）、『ケンちゃんシリーズ』（TBSテレビ）の厚い壁に阻まれた。木曜の19:30が安定するのは、1979年4月、朝日放送制作の『三枝の国盗りゲーム』が放送時間移動の上で全国ネット化されてからであり、それまでは試行錯誤が続いた。
なお、関西テレビでも1967年ごろに同名の番組が存在したが、スポンサーはロート製薬ではなくダイヤ豆腐（のちに旭松食品に統合）とマルキン醤油だったため無関係と思われる。

## 出演者
- 司会：橋本てつや（後の橋本テツヤ）[3]
- 男性軍キャプテン：山本直純[4]
- 女性軍キャプテン：天地総子[5]

## ネット局に関する備考
- 朝日放送は腸捻転時代、上記の『お笑い頭の体操』を火曜19:30枠で3日遅れで放送していたが（TBSを含むTBS系列局では土曜19:30枠で放送されていた）、NETに企画とフォーマットを提供した上で腸捻転の解消後にスタートした本番組については同時ネットを行っていた。
- 広島ホームテレビは、当時NET系列のみに加盟していながら日本テレビ系列の『木曜スペシャル』を木曜19:30枠で同時ネットするという変則クロスネットを行っていた（本来の日本テレビ系列局である広島テレビがフジテレビ系列の『クイズグランプリ』と『スター千一夜』を同時ネットしていたため）。同局は前番組『野生の王国』については遅れネットで放送していたが、本番組は放送していなかった。なお、次番組の『木曜スター対抗戦』についてはテレビ新広島開局に伴う番組改編により、ホームテレビも同時ネットを行っていた。また、ロート製薬一社提供番組では『底ぬけ脱線ゲーム』を木曜19:30 - 20:00時代に日本テレビからネット受けしたことがあった。